# Lilian Looring
Lilian Looring (eigentlich Luise Looring; * 3. Septemberjul. / 15. September 1899greg. in Tallinn; † 2. Mai 1963 ebenda) war eine estnische Balletttänzerin.

## Leben und Tanz
Lilian Looring machte ihre ersten Ballettschritte im Tanzstudio von Eugenia Litvinova.
Looring gehörte 1918 neben Emmy Holz, Rahel Olbrei, Robert Rood und Sessy Smironina-Sevun zur ersten professionellen Balletttruppe des Theater- und Opernhauses Estonia in der estnischen Hauptstadt Tallinn. Looring war eine der ersten estnischen Primaballerinas. In Opern und Operetten sowie in Tanzszenen bei Konzerten und Theaterstücken war sie zu sehen. Sie tanzte unter anderem am 28. September 1922 neben der berühmten Viktorina Kriger im ersten in Estland aufgeführten Ballett, Léo Delibes’ Coppélia. 
Bis 1927 war Looring mit Unterbrechungen im Estonia als gefeierte Solistin beschäftigt. Von 1927 bis 1931 war sie in verschiedenen Kabaretttheatern und auf Kleinstkunstbühnen in ganz Europa tätig, unter anderem in Paris, im Kristallpalast in Dresden, im Wintergarten in Nürnberg und im Trocadero in Hamburg. 1930 trat Looring in der Schweiz auf (Locarno, Davos, Zürich). 1930 ging sie erneut nach Deutschland, wo sie im Deutschen Theater von München zu sehen war. 1932 zog sie, von der Weltwirtschaftskrise getroffen, in ihre baltische Heimat zurück. Von 1932 bis 1940 leitete sie in Tallinn ihr eigenes Ballettstudio.
Mit der sowjetischen Besetzung Estlands wurde Lilian Looring 1941 nach Sibirien deportiert. Sie überlebte den Transport und die Zeit im Inneren Russlands. Erst nach Stalins Tod konnte sie 1955 in ihre Heimat zurückkehren.
In Estland fand sie trotz einflussreicher Unterstützer keinen Anschluss mehr an die aktive Ballettszene. Looring blieb als Pädagogin aktiv. Sie starb 1963 in ihrer Heimatstadt.